# إدوارد ديوهرست
إدوارد ديوهرست (بالإنجليزية: Edward Dewhurst)‏ كان لاعب كرة مضرب أسترالي وكان يلعب باليد اليمنى. كما أنه أحد أبطال الجراند سلام حيث فاز بالبطولات الوطنية الأمريكية 1906. أعلى تصنيف له في الفردي كان المركز الـ 9 في سنة 1906.